# Maschinentagebuch
Das Maschinentagebuch (franz.: journal de la chambre des machines)
ist eine technische Aufzeichnung auf Seeschiffen und für andere große Maschinen/Anlagen (hier auch unter anderen Bezeichnungen).
In ihm werden sämtliche für den laufenden Maschinenbetrieb wichtigen Daten eingetragen.
Durch die Dokumentation
- können Probleme frühzeitig erkannt werden und vorbeugend Instandhaltungsmaßnahmen ergriffen werden (z. B. plötzlich steigender Schmierölbedarf an einem Verbrennungsmotor)
- kann bei Reparaturen und Wartungsarbeiten Rücksicht auf das bisherige „Leben“ der Maschine genommen werden. Vorherige Arbeiten, die Ursache für Ausfälle sein könnten, können erkannt werden.
- die ordnungsgemäße Durchführung vorgeschriebener Prüfungen und Wartungsarbeiten ist nachvollziehbar
- Probleme sind auch für die nächste Wache oder Schicht nachlesbar.
- Nach Havarien lässt sich ggfs. daraus die Ursache nachvollziehen.

## Schifffahrt
Auf allen größeren Seeschiffen ist das Maschinentagebuch nach Schiffssicherheitsverordnung gesetzlich vorgeschrieben. Es wird aber in gekürzter Form auch für kleinere Schiffe bis zur Segelyacht mit Motor geführt.
Für häufig anfallende Arbeiten können außerdem z. B. ein Peilbuch und ein Manöverbuch als „Nebenbücher“ geführt werden, wenn die betreffenden Inhalte nicht im eigentlichen Maschinentagebuch stehen.
Für die Führung des Maschinentagebuchs sind verantwortlich:
- Schiffsführer
- Leiter der Maschinenanlage (Leitender Ingenieur)
- wachhabender nautischer oder technischer Offizier (per Delegation).

Das Maschinentagebuch enthält
- die Identifizierung des Schiffs,
- eine bei Umbauten laufend aktualisierte Beschreibung der Maschinenanlage,
- für jeden Kalendertag in Spalten eingeteilte, mit fortlaufenden Seitenzahlen versehene Seiten,
- eine Auflistung aller Nebenbücher (Peilbuch, Manöverbuch …)

## Industrie
Ähnliche Maschinentagebücher werden z. B. für Kraftwerke geführt.

## Form der Eintragungen
- als Papierbuch oder auch als EDV-Lösung
- Radierungen/Schwärzungen sind unzulässig, gestrichene Inhalte müssen lesbar bleiben, alle Änderungen müssen datiert und signiert sein.
- Die Aufzeichnungen werden meist vom Eintragenden und oft täglich 12.00 Uhr für die letzten 24 Stunden durch Unterschrift des Leitenden Ingenieurs bestätigt.
- Der Schiffseigner muss das Maschinentagebuch mindestens alle 12 Monate zur Kenntnis nehmen.
- Das Buch muss drei Jahre nach der letzten Aufzeichnung aufbewahrt werden.

## Einträge
Es werden folgende wichtige Daten eingetragen:
- Druckangaben
- Temperaturen
- Verbräuche, Auffüllen/Bunkern/Abgabe von Betriebsstoffen
- Umdrehungen der Maschinen in den letzten 24 Stunden
- Slip der Maschinen der letzten 24 Stunden
- Betriebsstunden der Verbrennungsmotoren
- Betriebsstunden der anderen wichtigen Geräte, wie
  - Separatoren
  - Notgeneratoren
  - Notfeuerlöschpumpen
- durchgeführte Wartungs- und Instandhaltungsarbeiten
- Bestätigung von Sachverständigen z. B. zur Prüfung von Dampfkesseln

Auch kleinere Zwischenfälle, deren Ursache nicht immer sofort feststellbar ist und die zu keinen größeren Einschränkungen im Betrieb führen, werden dokumentiert. Sie lassen sich später auswerten, um beispielsweise Verbesserungen oder gezielte Umbauten an der Maschine vorzunehmen.